# Georgia Bulldogs
Georgia Bulldogs, Georgia Lady Bulldogs – nazwa drużyn sportowych University of Georgia w Athens, biorących udział w akademickich rozgrywkach w Southeastern Conference, organizowanych przez National Collegiate Athletic Association. 

## Sekcje sportowe uczelni

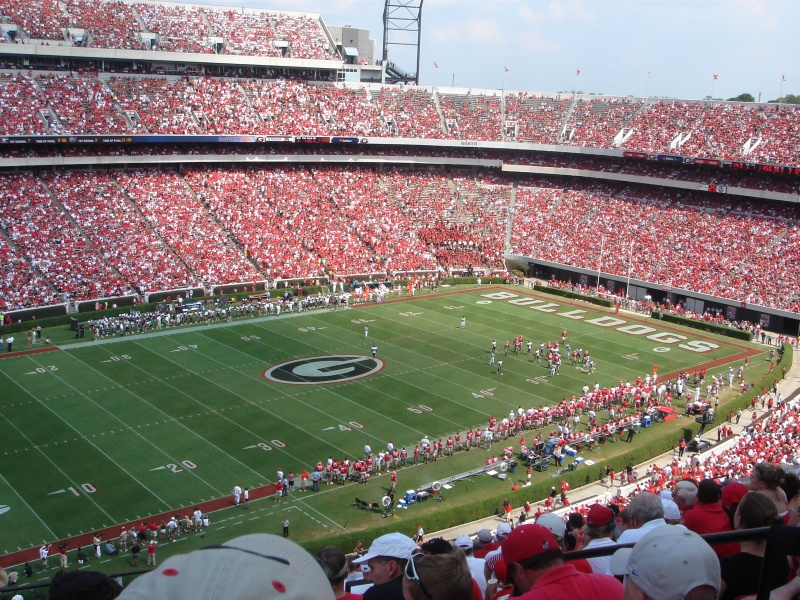
Sanford Stadium.

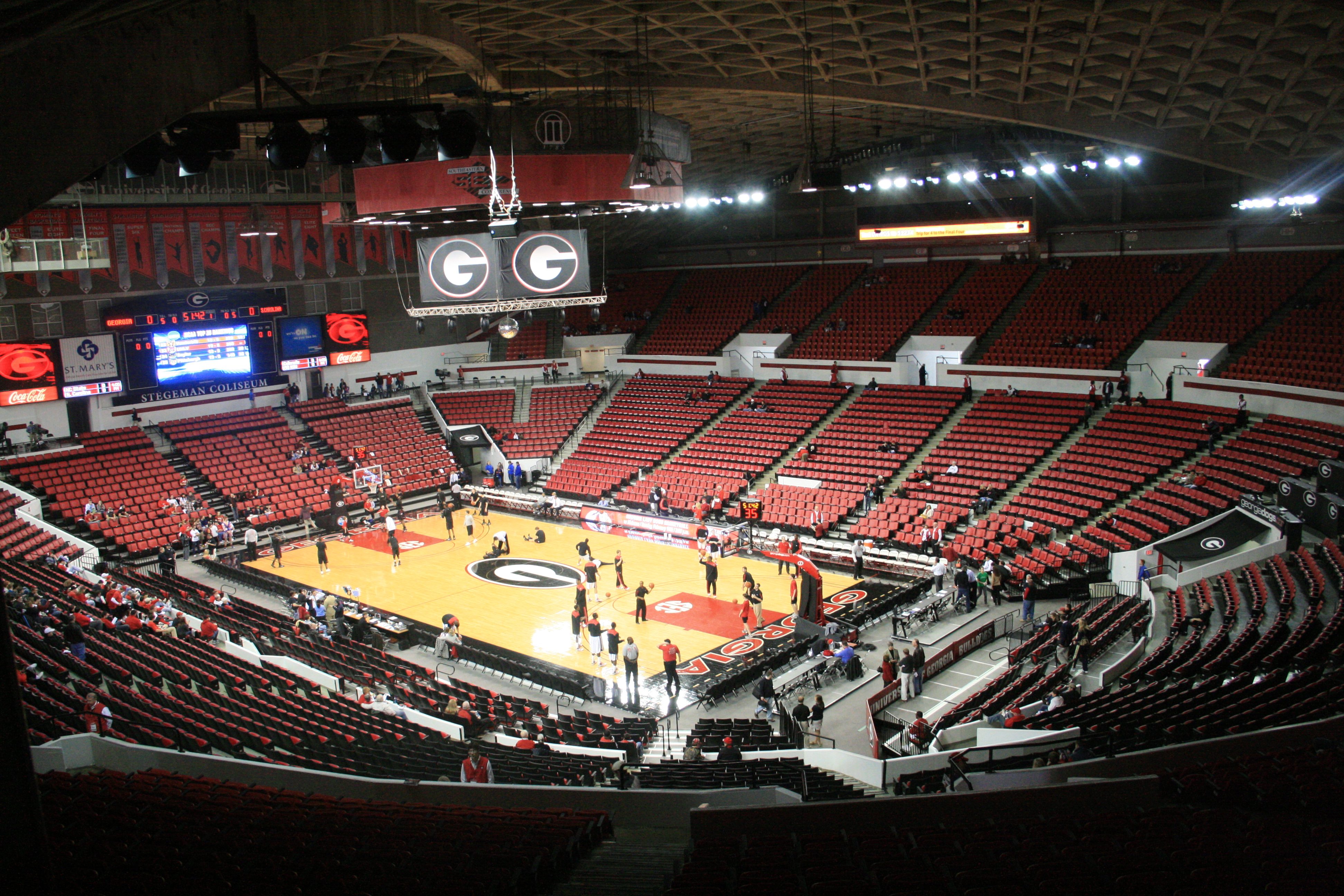
Stegeman Colliseum.

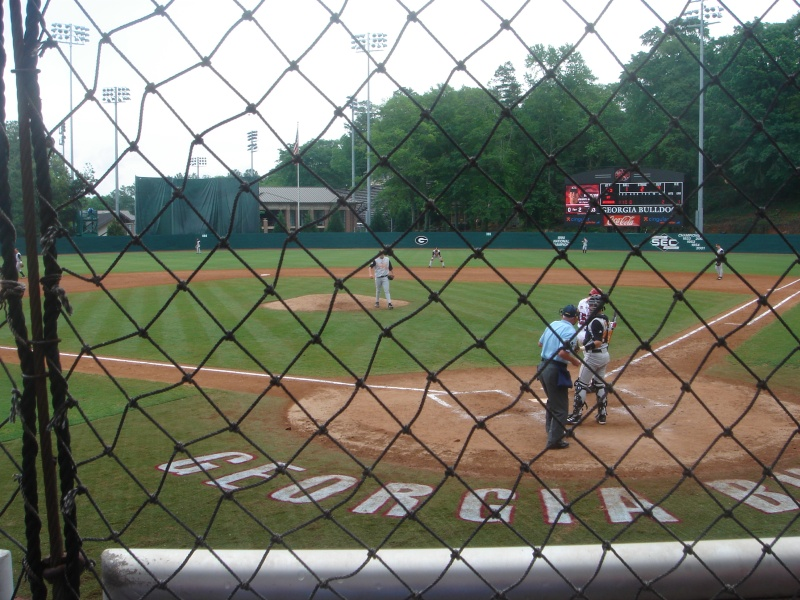
Foley Field.

| Mężczyźni - baseball (1): 1990 - bieg przełajowy - futbol amerykański (4): 1942, 1980, 2021, 2022 - golf (2): 1999, 2005 - koszykówka - lekkoatletyka - pływanie - tenis (8): 1985, 1987, 1999, 200, 2006 (w hali), 2007 (w hali), 2007, 2008 | Kobiety - bieg przełajowy - gimnastyka artystyczna (10): 1987, 1989, 1993, 1998, 1999, 2005, 2006, 2007, 2008, 2009 - golf (1): 2001 - jeździectwo (6): 2003, 2004, 2008, 2009, 2010, 2014 - koszykówka - lekkoatletyka - piłka nożna - siatkówka - pływanie (7): 1999, 2000, 2001, 2005, 2013, 2014, 2016 - softball - tenis (5): 1994, 1994 (w hali), 1995 (w hali), 2000, 2002 (w hali) |

W nawiasie podano liczbę tytułów mistrzowskich NCAA (stan na 17 lutego 2017)

## Obiekty sportowe
- Sanford Stadium – stadion futbolowy o pojemności 92 746 miejsc[3]
- Stegeman Colliseum – hala sportowa o pojemności 10 523 miejsc, w której odbywają się mecze koszykówki i zawody gimnastyczne[4]
- Turner Soccer Complex – stadion piłkarski[5]
- Spec Towns Track – stadion lekkoatletyczny[6]
- Foley Field – stadion baseballowy o pojemności 3291 miejsc[7]
- Equestrian Complex – hala sportowa, w której odbywają się zawody w jeździectwie[8]
- Ramsey Center – hala sportowa o pojemności 1925 miejsc, w której rozgrywane są mecze siatkówki[9]
- Gabrielsen Natatorium – hala sportowa z pływalnią o pojemności 2000 miejsc[10]
- Jack Turner Stadium – stadion softballowy o pojemności 1000 miejsc[11]
- Dan Magill Tennis Complex – korty tenisowe z trybunami o pojemności 5000 miejsc[12]